# Edmundsius agilis
Edmundsius agilis is een haft uit de familie Siphlonuridae. De wetenschappelijke naam van de soort is voor het eerst geldig gepubliceerd in 1953 door Day.
De soort komt voor in het Nearctisch gebied.